# Фредерик Тезигер, 2. барон Челмсфорд
Фредерик Огастус Тезигер, 2. барон Челмсфорд (енгл. Frederic Augustus Thesiger, 2nd Baron Chelmsford); 31. мај 1827 – 9. април 1905), британски генерал који је постао познат током Англо-зулског рата, када су експедиционе снаге под његовом командом претрпеле тежак пораз од Зулу ратника у бици код Исандлуане 1879. Упрког овом поразу, Челмсфорд је успјео да постигне неколико победа против Зулуа, што је врхунац имало у британској победи у бици за Улунди, којом се завршио рат и делимично је повраћен његов углед у Уједињеном Краљевству.

## Породица
Његов син је био Фредерик Тезигер, 1. виконт Челмсфорд.

## Занимљивости
У филму Зора Зулуа из 1979. године, који приказује британски пораз код Исандлуане, глумио га је Питер О'Тул.